# Phenacomorpha rhabdophora
Phenacomorpha rhabdophora là một loài bướm đêm thuộc phân họ Arctiinae, họ Erebidae.